# Levelland
Levelland – miasto w Stanach Zjednoczonych, w stanie Teksas, w hrabstwie Hockley. W 2000 roku liczyło 12 866 mieszkańców.